# Mara (torrente)
Il Mara è un torrente della regione insubrica che ha la sorgente sul monte Sighignola e sfocia nel lago di Lugano in località Maroggia, formando nel suo corso la Val Mara. I suoi principali affluenti sono il Bové, che nasce e scorre per un piccolo tratto per continuare il suo corso in territorio elvetico, e il Lembro un torrente che nasce a valle della Cima Crocetta, in territorio svizzero.
Benché si tratti di un piccolo bacino idrico, ha comunque una ragguardevole importanza. Le sue acque alimentano una piccola centrale elettrica di proprietà delle Aziende industriali di Lugano.
Il torrente Mara è caratterizzato da repentini e improvvisi aumenti di livello delle acque, a seguito di piogge improvvise o temporali.